# Lac Roxton
Le lac Roxton est un lac situé dans la municipalité de Roxton Pond, dans la région de l’Estrie, au Québec. Il fait partie du bassin versant de la rivière Yamaska.

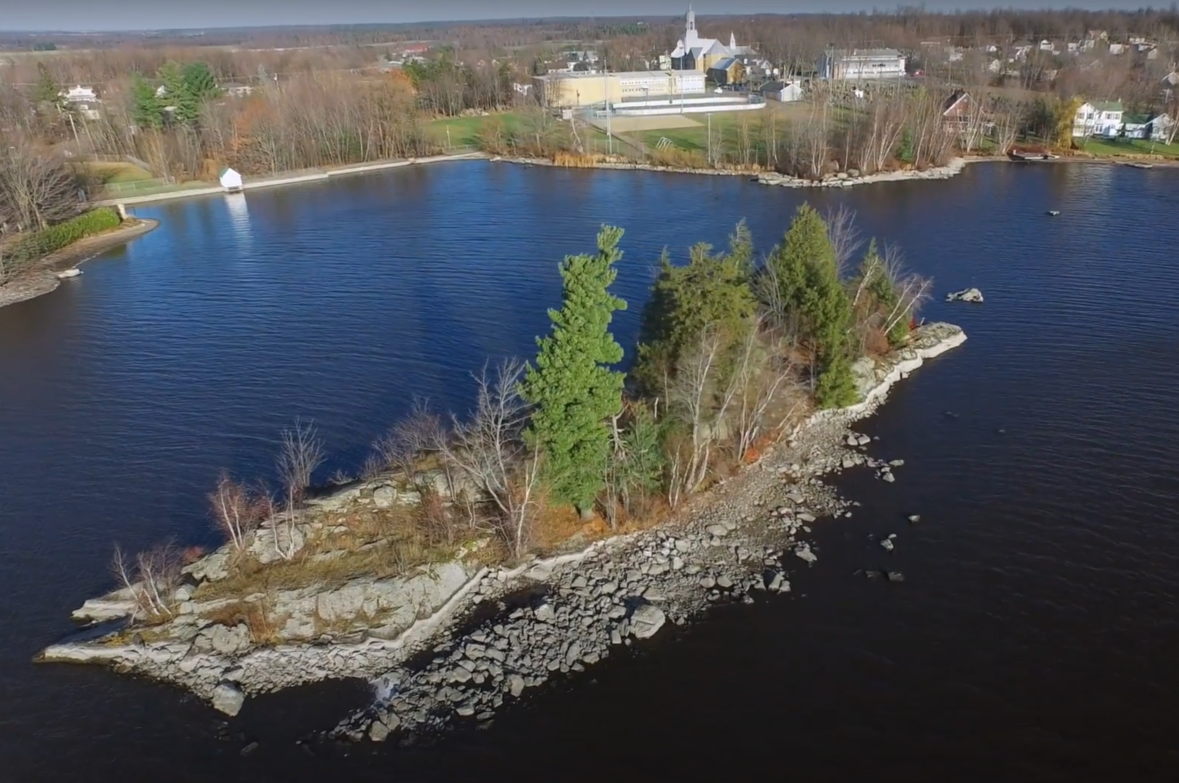
Lac Roxton et l'île-du-Diable

## Géographie
Le lac Roxton est un plan d’eau peu profond d’environ 1 km2 situé à environ 150 m d’altitude. Il est alimenté par plusieurs petits ruisseaux et se déverse par la rivière Mawcook. Sa profondeur moyenne est de 3,3 m, et il est considéré comme un lac polymictique, brassé régulièrement par le vent.

## État de l’eau et enjeux environnementaux
Le lac Roxton est l’un des lacs les plus touchés par l’eutrophisation au Québec. Selon les données du Réseau de surveillance volontaire des lacs (RSVL), le lac présente les caractéristiques suivantes :
Phosphore total : 81 µg/L (classement eutrophe)
Chlorophylle a : 38 µg/L (classement hypereutrophe)
Transparence de l’eau : environ 1,5 m
Anoxie fréquente en été (oxygène < 1 mg/L en profondeur)
L’eutrophisation est aggravée par la libération interne de phosphore depuis les sédiments lorsque les niveaux d’oxygène chutent. Les apports externes provenant du ruissellement agricole, résidentiel et urbain contribuent également à la dégradation de la qualité de l’eau,,.

## Légende et Histoire
L’Île-du-Diable, qui se trouve au centre du lac Roxton, est au cœur d’une légende populaire de la région. Selon les racontars locaux, l’histoire remonterait aux années 1870, à une époque où le lac était encore un grand étang avant la construction du barrage par l'usine Stanley au début du 20e siècle.
Cette légende raconte qu'un samedi soir d'été, un groupe de jeunes se réunissait sur les bords du lac pour un bal à l’huile. La belle Antoinette, qui attirait tous les regards, eut l’occasion de danser avec un mystérieux inconnu. Cet homme, aux traits marqués et à la silhouette élégante, charma la jeune femme, et, après un moment, ils disparurent tous deux ensemble.
Peu après, un bruit sourd, semblable à un coup de foudre, résonna dans la nuit, accompagné d'une lueur rougeâtre émergeant de l'île du Diable, visible de l'autre côté du lac. Cette lumière s’éteignit aussitôt, suivie d’un cri perçant de terreur. Lorsqu’on retrouva Antoinette, elle était inanimée, et des empreintes de pieds, étrangement marquées dans la roche de l'île, furent découvertes, ce qui laissa croire à une apparition démoniaque.
Depuis ce jour, l’Île-du-Diable est devenue un symbole mystérieux et inquiétant, en raison de cette tragique histoire qui continue de hanter l’imaginaire des habitants locaux.

## Description
Depuis plusieurs années, le lac Roxton est en mauvais état écologique. L'accumulation de nutriments et le réchauffement des eaux favorisent la croissance excessive d’algues et réduisent la biodiversité. Plusieurs projets communautaires visent à restaurer sa santé écologique, notamment par l’oxygénation artificielle et la sensibilisation citoyenne.

### Sources
1. ↑  Claude Labbé et Pier Gagné, « Lacs en danger », sur Radio-Canada, 4 décembre 2021 (consulté le 10 juillet 2025)
2. ↑  Pierre Michaud, « Le lac Roxton a besoin d’oxygène », sur Granby Express, 20 septembre 2024 (consulté le 10 juillet 2025)
3. ↑  « Fiche de bilan du lac Roxton (2022) », sur Gouvernement du Québec (consulté le 10 juillet 2025)